# Limau Manis (Tanjung Morawa)
Limau Manis is een bestuurslaag in het regentschap Deli Serdang van de provincie Noord-Sumatra, Indonesië. Limau Manis telt 19.416 inwoners (volkstelling 2010).